# 張振
張振，山西屯留人，明朝政治人物。舉人出身。
永樂六年，戊子科山西鄉試中舉，后任臨漳教諭。